# Valeriana fonkii
Valeriana fonkii es una especie de planta  perteneciente a la antigua familia Valerianaceae, ahora subfamilia Valerianoideae. Es originaria de Chile donde se encuentra en  el Parque nacional Nahuel Huapi.

## Descripción
Planta copetuda que forma grupos, que alcanza un tamaño de 10-27 cm de altura con una corona ramificada. Las hojas obovadas-espatuladas, miden 1.5-2.5 cm de largo. Inflorescencia en una panícula estrecha. Flores de color cremoso-rosa, de 5-7 mm de largo.

## Distribución y hábitat
Florece en verano en Chile y Argentina, en las cordilleras centrales del sur de la Patagonia andina central en praderas y estepas alpinas, especialmente en la arena volcánica a una altitud de 1300-2000 metros.

## Taxonomía
Valeriana fonkii fue descrita por  Rodolfo Amando Philippi y publicado en Linnaea 28: 698. 1858.
Etimología
Valeriana: nombre genérico derivado del latín medieval ya sea en referencia a los nombres de Valerio (que era un nombre bastante común en Roma, Publio Valerio Publícola es el nombre de un cónsul en los primeros años de la República), o a la provincia de Valeria, una provincia del Imperio romano,  o con la palabra valere = "para estar sano y fuerte" por su uso en la medicina popular para el tratamiento del nerviosismo y la histeria.
fonkii: epíteto
Sinonimia
- Phyllactis spathulata (Ruiz & Pav.) Pers.
- Valeriana spathulata Ruiz & Pav.[3]